# Mawu, Min
Mawu är en köping i nordvästra Kina. Den ligger i Min härad i staden Dingxi i provinsen Gansu, omkring 200 kilometer sydost om provinshuvudstaden Lanzhou. Antalet invånare är 11 015. Befolkningen består av 5 187 kvinnor och 5 828 män. Barn under 15 år utgör 23,0 %, vuxna 15-64 år 69 %, och äldre över 65 år 7,0 %.